# Olympische Sommerspiele 1992/Teilnehmer (Simbabwe)
| Gelbes Symbol für Goldmedaillen mit stilisierten Olympischen Ringen | Graues Symbol für Silbermedaillen mit stilisierten Olympischen Ringen | Braundes Symbol für Bronzemedaillen mit stilisierten Olympischen Ringen |
| ------------------------------------------------------------------- | --------------------------------------------------------------------- | ----------------------------------------------------------------------- |
| —                                                                   | —                                                                     | —                                                                       |

Simbabwe nahm an den Olympischen Sommerspielen 1992 in Barcelona, Spanien, mit einer Delegation von 19 Sportlern (zehn Männer und neun Frauen) an 22 Wettkämpfen in sechs Sportarten teil. Jüngster Athlet war der Schwimmer Ivor Le Roux (16 Jahre und 155 Tage), ältester Athlet war die Ruderin Susanne Standish-White (35 Jahre und 267 Tage). Medaillen konnten keine gewonnen werden. Es war die siebte Teilnahme an Olympischen Sommerspielen für das Land. 

## Teilnehmer nach Sportarten

### Judo
Damen
- Debbie Warren-Jeans
  - Halbmittelgewicht

Rang 13

Herren
- Patrick Matangi
  - Halbmittelgewicht

Rang 22

### Leichtathletik
Damen
- Gaily Dube
  - 100 Meter

Runde eins: ausgeschieden in Lauf vier (Rang sechs), 12,08 Sekunden
  - 200 Meter

Runde eins: ausgeschieden in Lauf sechs (Rang sechs), 24,15 Sekunden

Herren
- Tendai Chimusasa
  - 5000 Meter

Runde eins: ausgeschieden in Lauf drei (Rang sieben), 13:50,16 Minuten
  - 10.000 Meter

Runde eins: ausgeschieden in Lauf eins (Rang 18), 29:17,26 Minuten

- Philemon Harineki
  - 1500 Meter

Runde eins: in Lauf eins (Rang zwei) für das Halbfinale qualifiziert, 3:37,65 Minuten
Halbfinale: ausgeschieden in Lauf zwei (Rang zehn), 3:38,09 Minuten

- Melford Homela
  - 800 Meter

Runde eins: ausgeschieden in Lauf sechs (Rang sechs), 1:50,50 Minuten

- Cephas Matafi
  - Marathon

Finale: 2:26:17 Stunden, Rang 58

- Ndabezinhle Mdhlongwa
  - Dreisprung

Qualifikationsrunde: Gruppe A, 15,96 Meter, Rang 14, Gesamtrang 31, nicht für das Finale qualifiziert
Versuch eins: ungültig
Versuch zwei: ungültig
Versuch drei: 15,96 Meter

- - Weitsprung

Qualifikationsrunde: Gruppe A, 6,96 Meter, Rang 22, Gesamtrang 43, nicht für das Finale qualifiziert
Versuch eins: 6,96 Meter
Versuch zwei: 6,95 Meter
Versuch drei: 6,96 Meter

- Fabian Muyaba
  - 100 Meter

Runde eins: ausgeschieden in Lauf drei (Rang sechs), 10,84 Sekunden

### Rudern
Damen

Zweier ohne Steuerfrau
- Ergebnisse
Runde eins: Lauf zwei (Rang vier), 8:24,16 Minuten
Runde eins Hoffnungslauf: in Lauf eins (Rang drei) für das Halbfinale qualifiziert, 8:07,93 Minuten
Halbfinale: in Lauf eins (Rang sechs) nicht für das Finale qualifiziert, 8:04,73 Minuten
Lauf um Platz sieben bis zwölf: 7:56,10 Minuten
Rang zwölf
- Mannschaft
Margaret Gibson
Susanne Standish-White

### Schwimmen
Damen
- Storme Moodie
  - 100 Meter Rücken

Runde eins: ausgeschieden in Lauf eins (Rang vier), 1:07,60 Minuten
Rang 43
  - 200 Meter Rücken

Runde eins: ausgeschieden in Lauf eins (Rang drei), 2:23,26 Minuten
Rang 39

- Sarah Murphy
  - 100 Meter Rücken

Runde eins: ausgeschieden in Lauf eins (Rang drei), 1:07,47 Minuten
Rang 42
  - 200 Meter Rücken

Runde eins: ausgeschieden in Lauf eins (Rang vier), 2:24,58 Minuten
Rang 40

Herren
- Ivor Le Roux
  - 50 Meter Freistil

Runde eins: ausgeschieden in Lauf drei (Rang eins), 24,32 Sekunden
Rang 46
  - 100 Meter Freistil

Runde eins: ausgeschieden in Lauf fünf (Rang fünf), 52,92 Sekunden
Rang 46
  - 200 Meter Freistil

Runde eins: ausgeschieden in Lauf vier (Rang sechs), 1:56,17 Minuten
Rang 38

- Rory McGown
  - 50 Meter Freistil

Runde eins: ausgeschieden in Lauf vier (Rang vier), 24,75 Sekunden
Rang 51
  - 100 Meter Freistil

Runde eins: ausgeschieden in Lauf drei (Rang zwei), 53,65 Sekunden
Rang 54
  - 100 Meter Schmetterling

Runde eins: ausgeschieden in Lauf zwei, disqualifiziert

### Tennis
Damen

Doppel
- Ergebnisse
Runde eins: ausgeschieden gegen Elna Reinach und Mariaan de Swardt aus Südafrika mit 0:2 nach Sätzen
- Mannschaft
Sally McDonald
Julia Muir

### Wasserspringen
Damen
- Tracy Cox-Smyth
  - Kunstspringen 3 Meter

Qualifikationsrunde: 277,95 Punkte, Rang 13, nicht für das Finale qualifiziert
Sprung eins: 30,66 Punkte, Rang 23
Sprung zwei: 46,08 Punkte, Rang zwei
Sprung drei: 39,00 Punkte, Rang 23
Sprung vier: 52,08 Punkte, Rang 13
Sprung fünf: 59,13 Punkte, Rang acht
Sprung sechs: 51,00 Punkte, Rang 14

Herren
- Evan Stewart
  - Kunstspringen 3 Meter

Qualifikationsrunde: 345,87 Punkte, Rang 20, nicht für das Finale qualifiziert
Sprung eins: 42,12 Punkte, Rang drei
Sprung zwei: 38,76 Punkte, Rang 22
Sprung drei: 40,32 Punkte, Rang 26
Sprung vier: 58,50 Punkte, Rang 22
Sprung fünf: 54,60 Punkte, Rang 22
Sprung sechs: 54,87 Punkte, Rang 19
Sprung sieben: 56,70 Punkte, Rang 24